# Das Buch der Unruhe
Das Buch der Unruhe (portug.: Livro do Desassossego) ist das aus 520 Notizen bestehende wichtigste Prosawerk des portugiesischen Autors Fernando Pessoa, das erst 1982, 47 Jahre nach dem Tod des Dichters, postum in Lissabon veröffentlicht wurde. Pessoa hat über 20 Jahre (1913–1934) an dieser Sammlung von Beobachtungen und darauf fußenden Gedanken gearbeitet und sie nicht eigenhändig zur Veröffentlichung vorbereitet – daher die langwierige Publikationsgeschichte.

## Übersicht

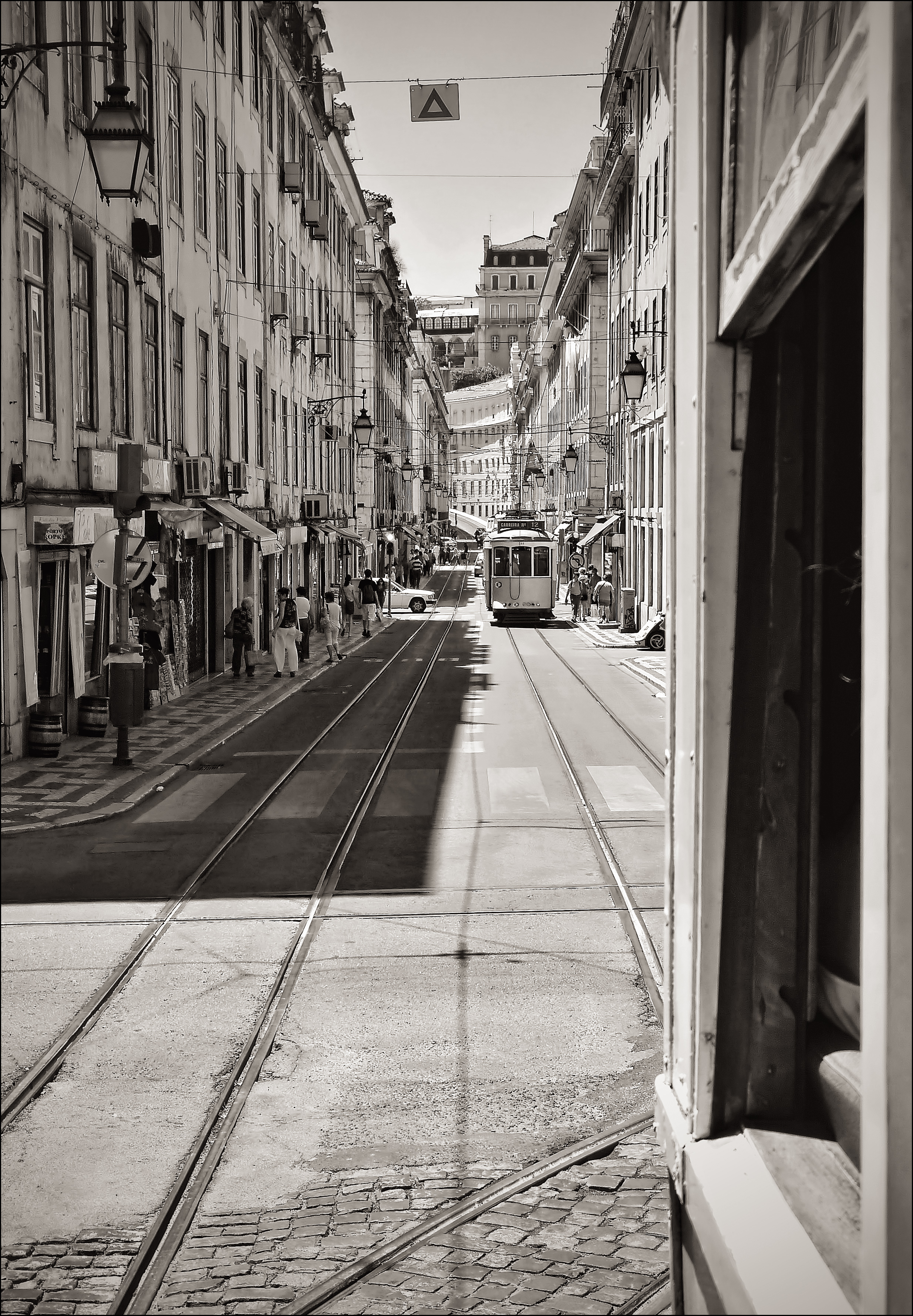
Baixa in Lissabon (2010)

Der Hilfsbuchhalter Bernardo Soares ist in einem Stoffgeschäft der Firma Vasques & Co. in der Rua dos Douradores der Unterstadt von Lissabon, dem Geschäftsviertel Baixa, angestellt. Soares wohnt im zweiten Stock in einem möblierten Zimmer in derselben Straße, in der das Stoffgeschäft liegt. Er arbeitet täglich bis etwa 18 Uhr und hat nur in den kurzen Arbeitspausen oder an seinen Abenden Zeit, seine Beobachtungen, Gedanken und Träume niederzuschreiben. So wenig ihn seine eintönige, sinnlose Arbeit interessiert, so sehr braucht er sie zur Regeneration seiner überspannten Seele: Das Büro ist Refugium, ein Ort der Sicherheit und Ruhe.
Soares ist übersensibel und schon ein dunkler Tag lässt ihn Angst empfinden. Er hat keine Freunde und geht keinen gesellschaftlichen Vergnügungen nach, da er an ihnen nicht interessiert ist. Er sieht sich im Rückblick zwar als zufriedenes Kind, dann als einen nach den Sternen greifenden jungen Mann, aber inzwischen als einen „reifen Mann ohne Freude und ohne Streben“. Von der Unwichtigkeit seiner Person und seiner Bekenntnisse meist überzeugt, schwankt er immer wieder zwischen Selbsterniedrigung und Genieerhöhung. Für sein Leben zieht er eine trostlose Bilanz und stellt die Abwesenheit von Glück fest, aber ein auf der Annahme seines Seelenadels fußender Dünkel gibt ihm ein stilles Selbstwertgefühl und verhindert nähere Bekanntschaften mit Arbeitskollegen. Einzig seine in den Berührungen mit der Außenwelt entstehenden Gefühle, Assoziationen und Gedanken interessieren ihn. Im Gegensatz zur Enge seines äußeren und sozialen Kosmos ist seine hier entspringende Nachdenklichkeit schier grenzenlos.

## Titel
Soares-Pessoa kommt immer wieder auf die „höheren Menschen“, die „wenigen Menschen meiner Art“ zurück, auf die „Wir anderen, besser Gearteten“, die „Verächter des Menschlichen“, die sich von den „Angepassten“, den „Durchschnittsmenschen“, den „Menschen der Tat“, den „Grobschlächtigen“ in die Nischen ihrer quälenden Empfindsamkeit zurückziehen, um ihre „Noblesse der Individualität“ zu bewahren.
In seiner von Person zu Person springenden Beobachtung der Menschen vertieft Soares-Pessoa sein „eigenes Sein nur extensiv“: Er nutzt die Menschen als optisch „endlose Galerie von Gemälden“, aber jeder Halt in dieser Beobachtungskette produziert „eine Ungeduld der Seele gegen sich selbst, wie gegenüber einem lästigen Kind, eine wachsende und immer gleiche Unruhe. Alles fesselt mich, nichts hält mich fest“, denn Pessoa ist ständig auf der Suche nach den Wenigen, den gleich Empfindenden, den „inneren Aristokraten.“ Die Zuschreibung der meisten Menschen zum Seelenprekariat ist Ursache der in den Begegnungen entstehenden „Ungeduld“ und damit der „Unruhe“ des Titels in ihrer ersten Bedeutung.
Die tiefere Quelle der Unruhe ist ein „Überdruss“, sogar ein „Ekel“ anderen Menschen gegenüber: In ihrer „eventuelle[n] Dummheit oder Mittelmäßigkeit“  kümmern sie ihn nicht und ihm als dem „höheren Menschen“ ist es unmöglich, eine Beziehung zu ihnen aufzubauen. Die „Unruhe“ des Titels benennt daher die Beziehung des Hilfsbuchhalters Soares zu den Menschen um ihn herum, seinen Überdruss und Ekel, verhüllend als ein intransitives Merkmal: Seine Verachtung für andere wird mit diesem Ausdruck der „Unruhe“ im Titel zu einer inneren Eigenschaft der Seele, die nicht durch die Geringschätzung für andere ausgelöst wird. Tatsächlich aber ist das Buch der Unruhe eine von Überheblichkeit getriebene Sammlung misanthropischer Miniaturen.

## Komposition und Sprache
Der Ich-Erzähler wird schon im Anfang als depressive und multiple Persönlichkeit eingeführt, der ein „Sklave seiner eigenen Vielheit ist.“ Diese mehrfachen Ichs beschreiben die Aspekte ihrer Welten in unregelmäßigen und sich manchmal widersprechenden Notizen. Eines dieser Ichs ist eine Hauptverkörperung des Erzählers: „ungefähr dreißig Jahre alt“, mit einem gewissen „Ausdruck von Intelligenz“, die nur eine anhaltende „Niedergeschlagenheit“ verhülle, mit der „Stimme eines Menschen, der nichts erwartet, weil es ganz nutzlos ist, irgend etwas zu erwarten“. Er rechnet sich aber zu den wenigen, den „besser Gearteten“, die von moderner Literatur erreicht würden. Unter literarischen Gesichtspunkten (und mit einer gewissen Selbstironie) habe die Persönlichkeitsspaltung sogar den Vorteil, nicht nur „ein einzelner Schriftsteller [zu sein], sondern eine ganze Literatur.“
Das Leben des hauptsächlichen Erzählers Bernardo Soares hat „gewisse Ähnlichkeiten, wenngleich keine Identität mit dem Autor“, sodass Lind in seinem Nachwort mehrfach beide als „Pessoa–Soares“ zusammenfasst. Aber der Erzähler ist nicht nur zwei, sondern viele, die er als Heteronyme seiner selbst auffasst: „Ich erschuf in mir verschiedene Persönlichkeiten. (…) Ich bin die lebendige Bühne, auf der verschiedene Schauspieler auftreten, die verschiedene Stücke aufführen.“ Der Autor sei nur Medium der von ihm erschaffenen Figuren, die er sich aus Mangel an anderen genialen Menschen erschaffen hat, „Sklave seiner eigenen Vielheit“, von der jede Ausprägung über einen eigenen Namen und eine eigene Biografie verfügt wie beispielsweise Alberto Caeiro, Ricardo Reis, Álvaro de Campos und António Mora. „Die ‚Heteronyme‘ des Fernando Pessoa gehören zu den großen Rätseln der Literaturgeschichte. (…) Insgesamt hat die Forschung mindestens siebzig dieser Parallelexistenzen ausfindig gemacht.“ Bei den Heteronymen handele es sich „um unabhängig voneinander existierende Masken, die Pessoa nach komplizierten Berechnungen der Horoskope mit Lebensdaten, Herkunft, Haarfarbe, Charaktereigenschaften, poetologischen Überzeugungen und einem Werk versah.“
„Die schmeichelnden Satzketten, sorgsam geschmiedet wie die Balkongitter der Lissaboner Baixa, die lyrische Ausdrucksweise und die bildhaften Naturvergleiche, mit denen Soares seinen Gemütszustand illustriert, üben eine eigenartige Anziehungskraft aus.“ Pessoa: „Ich formuliere gern. (…) Wörter sind für mich berührbare Körper, sichtbare Sirenen, verkörperte Sinnlichkeit. (…) Ich erbebe, wenn jemand gut formuliert.“

## Selbstanalyse

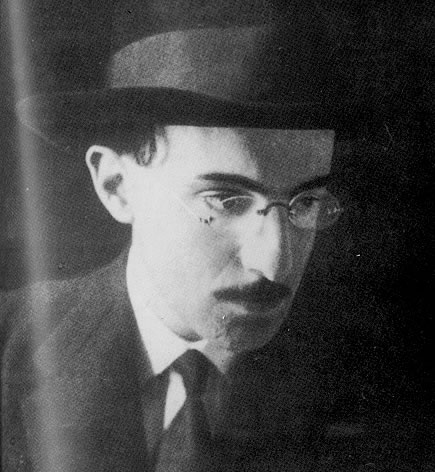
Fernando Pessoa

Pessoas Notizen haben oft eine bestimmte Struktur, eine Stufenfolge der Erkenntnis vom Sehen über das Empfinden zum Nachdenken. Von einer Handlung und der dabei möglichen Beobachtung ausgehend, erweitert er den Gegenstand, prüft die durch ihn entstehenden Gefühle, entdeckt darin Verallgemeinerbares und spitzt die Erkenntnis dialektisch zu. Die Orte der Gedankenentwicklung wechseln, Soares macht seine Beobachtungen zum Beispiel aus seinem erhöhten Bürofenster oder auf der Straße oder im Restaurant oder beim Friseur usw. 
Beispielsweise beobachtet er das vermeintlich eintönige Leben eines Kochs und eines Obers in einem Gasthaus.  Er schreibt ihnen ein „großes, feierliches, zufriedenes Glück“ der unbedeutenden Ereignisse zu und folgert: „Man sollte die Existenz eintönig gestalten, damit sie nicht eintönig werde.“ Denn in dieser „Eintönigkeit der normalen Lebensläufe“ stecke zwar Dummheit, aber in ihren kleinen, belebenden Zwischenfällen des Alltags auch eine „Intelligenz, die in dieser Dummheit steckt. (…) So hart auch das Leben mit den Durchschnittsmenschen umspringen mag, er hat zumindest das Glück, nicht ständig das Leben denkend verbringen zu müssen.“
Oder Soares betrachtet sich auf einem Foto aller Arbeitskollegen und beschreibt dann sein Gefühl: „Ich durchlitt die Wahrheit, als ich mich dort erblickte. (…) Nie habe ich mir meine körperliche Präsenz besonders nobel vorgestellt, aber auch noch nie habe ich sie als so null und nichtig empfunden wie im Vergleich mit den anderen.“ Dann fragt er nach der Bedeutung dieses Gefühls und verallgemeinert: „Was will das heißen? (…) Was ist das für eine Wahrheit, dass ein Film nicht irrt? (…) Wer bin ich, dass ich so sein kann?“
Um seinen „physischen Ekel vor der ordinären Menschheit“ regelmäßig zu stimulieren, schlendert er morgens durch die Straßen und lauscht den Satzfetzen vorüber gehender junger Leute, die ihm, dem älteren und einsamen Hilfsbuchhalter, die Jugend voraushaben und die Geborgenheit in einer Intrigen ermöglichenden Gemeinschaft – was seinen Ekel bis fast zum Erbrechen steigert.
In einem anderen Moment erfasst sein schweifender Blick eine Schmeißfliege auf dem Tintenfass und ihm kommt der Gedanke, dass auch er nur eine glitzernde Fliege in den Augen anderer sein könnte. Das bewegt ihn dazu, seine Augen zur Decke zu heben, ob nicht in diesem Moment „ein allerhöchstes Lineal auf mich herabsause“, um ihn zu zerquetschen. „Eine banale Bemerkung? Eine längst gemachte Beobachtung? Eine Philosophie ohne Gedanken?“

## Positionen
Das Buch der Unruhe als Sammlung kurzer, philosophischer Notationen kennt keine kohärente Entwicklung von Gedanken und keine durchgehende Handlung, sondern ist durchwirkt von einer Vielzahl von Emblemen der Trostlosigkeit und Überheblichkeit, die sich in den Wiederholungen variieren: „In den rund 500 Fragmenten umkreist der Hilfsbuchhalter Soares fortwährend sein eigenes Ich und variiert kunstvoll die ewig gleichen Motive: Seine seelische Befindlichkeit in all ihren Abstufungen, den Ekel vor der Menschheit und den andauernden Überdruss, die Bedeutung des Traums (…) und den Wunsch, sich in verschiedene Personen aufzusplittern.“ Hier nur Skizzen einer Auswahl:
- Soares bekennt sich zwar zu einem „verfeinerte[n] Epikureertum“, aber er kennt weder sinnliche Genüsse noch wird er durch sein Empfinden und Nachdenken glücklich: „Ich stelle fest, dass ich mich, so oft ich heiter, so oft ich zufrieden bin, doch immer traurig fühle.“[24]
- Die Textur von Hoffnungs- und Trostlosigkeit basiert auf der Vergänglichkeit allen Lebens: Soares verspürt Sehnsucht auch nach dem Bedeutungslosen „aus Angst vor der Flucht der Zeit. (…) Es ist das ganze Geheimnis, dass nichts von Dauer ist (…) Die Sandmassen bedecken alles, mein Leben, meine Prosa und meine Ewigkeit.“[25]
- Leute mit Herz und Hirn fänden in der Welt keine Stütze mehr, Religion, Moral, Politik seien entwertet. Durch die moralischen und politischen Unsicherheiten am Anfang des 20. Jahrhunderts ist für Soares die Wirklichkeit seiner Empfindungen die einzige Gewissheit. Aber er notiert auch selbstkritisch: „Vielleicht, weil ich zu viel denke oder zu viel träume, kommt es dazu, dass ich nicht unterscheide zwischen der Realität, die vorhanden ist, und dem Traum, der Realität, die nicht vorhanden ist.“[26]
- Nach der Unterminierung des Glaubens triumphiere der Unglaube über allen wirklichen Glauben. Religion werde durch einen „Menschheitskult mit seinen Riten von Freiheit und Gleichheit“ ersetzt. Die Reduzierung der Gesellschaft auf ein Oben und Unten sei ein bedauerlicher, krasser Irrtum, „jeder Revolutionär, jeder Reformer ist ein auf Abwege Geratener.“  Für Soares kommt nur noch eine „Distanz zu allem“ in Frage, die man Dekadenz nenne.[27]
- Er sieht sich aber als „Schöpfer von Gleichgültigkeit“, der seine Mitmenschen dazu erziehen könnte, „immer mehr für sich selbst zu fühlen und immer weniger nach dem dynamischen Gesetz des Kollektivs“. Das wirke einer „Ansteckung durch die Durchschnittlichkeit“ entgegen.[28]

## Deutung
„Als ‚Tagebuch eines Gefangenen‘ des Alltags hat der französische Pessoa-Kritiker Robert Bréchon die Aufzeichnungen des Hilfsbuchhalters definiert.“ Über die umfassende Negativität dieser Weltanschauung gibt Soares/Pessoa in mehreren Sequenzen offen Auskunft, eine Negativität der eigenen Person, anderen Menschen, sinnlichen Genüssen und dem Sinn des Lebens gegenüber, die sich vielleicht am radikalsten in den folgenden beiden äußert:
„Wir alle, die wir träumen und denken, sind Buchhalter und Hilfsbuchhalter in einem Stoffgeschäft in irgendeiner Unterstadt. Wir führen Buch und erleiden Verluste; wir ziehen die Summe und gehen vorüber; wir schließen die Bilanz, und der unsichtbare Saldo spricht immer gegen uns.“
„Ich betrachte das Leben als eine Herberge, in der ich verweilen muss, bis die Postkutsche des Abgrunds eintrifft. (…) Wenn das, was ich ins Buch der Reisenden eingetragen zurücklasse, eines Tages von anderen nachgelesen wird und sie während der Durchreise unterhält, soll es gut sein.“

## Rezeption
- Maike Albath[32] kommentiert die neue Ausgabe des Amman-Verlags: „Das neue Buch der Unruhe ist kein neues Buch, aber der manische, obsessive Charakter dieser Fragmente, das niemals nachlassende Bohren, erschließt sich dem Leser auf kaum zu überbietende Weise. (…) Man kann es über Jahre hinweg mit sich herumtragen, jederzeit aufschlagen, immer wieder einen Abschnitt lesen und sich über die Merkwürdigkeiten des Lebens belehren lassen.“
- Für Peter Hamm[33] ist die späte Entdeckung von Pessoas Werk „ein ähnliches Wunder, als wäre auf unserem Erdball über Nacht ein neuer Kontinent entdeckt worden.“ Es sei für ihn unvorstellbar, wie „der futuristischem Furor verpflichtete Avantgardist Alvaro de Campos, der elegische Bukoliker Alberto Caeiro sowie der agnostische Klassizist Ricardo Reis“ alle einem einzigen Dichterhirn entsprossen sein sollen.
- Für Denis Scheck[34] ist das Buch der Unruhe „von so grundstürzender Weisheit, dass man aufjauchzen möchte.“ Weil Pessoa „zwischen politischen, philosophischen und ästhetischen Haltungen und Standpunkten“ hin und her pendele, heiße Pessoa lesen „sein Hirn in Ambiguitäten trainieren.“
- Heinz Stierli[35] prognostiziert, dass das Buch der Unruhe in der neuen Ausgabe des Amman-Verlages ein Buch wird, „das sich als eine fundamentale Selbstaussage der europäischen Literatur erweisen dürfte.“

## Ausgaben
- Fernando Pessoa: Das Buch der Unruhe des Hilfsbuchhalters Bernardo Soares. Aus dem Portugiesischen übersetzt und mit einem Nachwort versehen von Georg Rudolf Lind, Frankfurt a. M.: Fischer Taschenbuch 1987, ISBN 3-596-29131-3
- Fernando Pessoa: Das Buch der Unruhe des Hilfsbuchhalters Bernardo Soares. Ammann, Zürich 2003, ISBN 3-250-10450-7 (erstmals 1985 = dEA).

## Einzelbelege
1. ↑  Die mehr oder weniger kurzen Texte werden oft als „Fragmente“ bezeichnet, also als „unvollendete Werke“, „Bruchstücke“ oder „Überreste“. So auch Georg Rudolf Lind: Nachwort des Übersetzers, S. 302, und Peter Hamm, siehe Weblinks. Die Mehrzahl der Texte ist aber von Pessoa in genau dieser Form geschaffen worden und hat daher den Charakter von Miszellen. Für Pessoa sind es „Aufzeichnungen“ oder „Notizen“: „Da ich nichts zu tun habe und auch nicht denken will, was ich tun könnte, vertraue ich diesem Papier die Beschreibung eines Ideals an – als Notiz.“ Fernando Pessoa: Das Buch der Unruhe, Fischer Taschenbuch 1987, S. 63, 249, 282.
2. ↑  Lind, Nachwort des Übersetzers, S. 297.
3. ↑  Die hier zugrundeliegende gekürzte deutsche Ausgabe hat das portugiesische Original auf „die bessere Hälfte“ (?) und auf etwa 2/3 seines Umfangs reduziert. Da Pessoa seine Notationen nicht selbst für den Druck vorbereitet hat, repräsentiert allerdings auch die portugiesische „Originalausgabe“ nur die Idee eines Originals. Georg Rudolf Lind: Nachwort des Übersetzers, S. 297, 302.
4. ↑  Zunächst werden die Texte vom Erzähler jemandem zugeschrieben, der von sich selbst behauptet, er heiße Vicente Guedes.
5. ↑  Fernando Pessoa: Das Buch der Unruhe, Fischer Taschenbuch 1987, S. 8, 20 f., 26 ff., 43, 51, 57 ff.
6. ↑  Fernando Pessoa: Das Buch der Unruhe, Fischer Taschenbuch 1987, S. 15 ff., 19f, 27, 33f, 47, 50, 64. Georg Rudolf Lind: Nachwort des Übersetzers, S. 300: „(…) eine fast selbstzerstörerische Neigung zur Abwertung der eigenen Person.“  Maike Albath: Das Buch der Unruhe des Hilfsbuchhalters Bernardo Soares, siehe Weblinks: „Eine Ästhetik der Verkleinerung“, aber „im Untergrund seiner Bezichtigungen vibriert ein unverkennbarer Stolz.“
7. ↑  Fernando Pessoa: Das Buch der Unruhe, Fischer Taschenbuch 1987, S. 16, 24 ff., 29 f., 39, 48 f., 81.
8. ↑  Fernando Pessoa: Das Buch der Unruhe, Fischer Taschenbuch 1987, S. 14, 15, 17, 30, 206 f., 214, 216, 242, 252, 270.
9. ↑  Fernando Pessoa: Das Buch der Unruhe, Fischer Taschenbuch 1987, S. 54, 82, 135 ff., 207, 209, 212, 214, 237 ff.
10. ↑  Fernando Pessoa: Das Buch der Unruhe, Fischer Taschenbuch 1987, S. 80 ff. „Mit dem Anapher ‚wie ermüdend‘ gewinnt die Empfindung an Intensität, der identische Aufbau der Syntaxen verstärkt den Eindruck der Gleichförmigkeit und der Lähmung, der tédio, der Überdruss, wird auf der grammatikalischen Ebene durchexerziert.“ Maike Albath, siehe Weblinks.
11. ↑  Fernando Pessoa: Das Buch der Unruhe. Fischer Taschenbuch 1987, S. 135 f., 194.
12. ↑  Fernando Pessoa: Das Buch der Unruhe, Fischer Taschenbuch 1987, S. 7 ff. 11 f., 15, 21, 23, 65 ff.
13. ↑  Georg Rudolf Lind: Nachwort des Übersetzers, S. 298.
14. ↑  Fernando Pessoa: Das Buch der Unruhe. Fischer Taschenbuch 1987, S. 7 ff., 61.
15. ↑  ORF, ohne Autor, siehe Weblinks.
16. ↑  Maike Albath, siehe Weblinks.
17. ↑  Maike Albath: Das Buch der Unruhe des Hilfsbuchhalters Bernardo Soares. Siehe Weblinks.
18. ↑  Fernando Pessoa: Das Buch der Unruhe. Fischer Taschenbuch 1987, S. 279.
19. ↑  Fernando Pessoa: Das Buch der Unruhe. Fischer Taschenbuch 1987, S. 24 ff., 238.
20. ↑  Fernando Pessoa: Das Buch der Unruhe. Fischer Taschenbuch 1987, S. 27 f.
21. ↑  Fernando Pessoa: Das Buch der Unruhe. Fischer Taschenbuch 1987, S. 14 f., 20, 21, 49, 69, 80, 82 ff. Georg Rudolf Lind: Nachwort des Übersetzers, S. 300.
22. ↑  Fernando Pessoa: Das Buch der Unruhe. Fischer Taschenbuch 1987, S. 48.
23. ↑  Maike Albath: Das. Buch der Unruhe des Hilfsbuchhalters Bernardo Soares, siehe Weblinks.
24. ↑  Fernando Pessoa: Das Buch der Unruhe, Fischer Taschenbuch 1987, S. 17, 69.
25. ↑  Fernando Pessoa: Das Buch der Unruhe, Fischer Taschenbuch 1987, S. 37, 57, 150, 204.
26. ↑  Fernando Pessoa: Das Buch der Unruhe, Fischer Taschenbuch 1987, S. 13 ff., 17, 46, 50.
27. ↑  Fernando Pessoa: Das Buch der Unruhe, Fischer Taschenbuch 1987, S. 16,  53, 272, 276.
28. ↑  Fernando Pessoa: Das Buch der Unruhe, Fischer Taschenbuch 1987, S. 17, 19, 212.
29. ↑  Georg Rudolf Lind: Nachwort des Übersetzers, S. 298.
30. ↑  Fernando Pessoa: Das Buch der Unruhe, Fischer Taschenbuch 1987, S. 21.
31. ↑  Fernando Pessoa: Das Buch der Unruhe, Fischer Taschenbuch 1987, S. 18.
32. ↑  Siehe Weblinks.
33. ↑  Siehe Weblinks.
34. ↑  Siehe Weblinks.
35. ↑  Siehe Weblinks.